# Agnara delvecchioi
Agnara delvecchioi är en kräftdjursart som först beskrevs av Arcangeli 1927.  Agnara delvecchioi ingår i släktet Agnara och familjen Agnaridae. Inga underarter finns listade i Catalogue of Life.